# Scylaticus triginus
Scylaticus triginus là một loài ruồi trong họ Asilidae. Scylaticus triginus được Londt miêu tả năm 1992. Loài này phân bố ở vùng nhiệt đới châu Phi.